# Народные вооружённые силы Конго
Народные вооружённые силы Конго (фр. Forces Armées du Peuple Congolais; НВСК) — группа повстанцев, базировавшихся в регионе Итури Демократической Республики Конго, и активно участвовавших в Итурийском конфликте.
НВСК были образованы в марте 2003 года Жеромом Какваву, бывшим членом Союза конголезских патриотов (UPC). Штаб-квартира находилась в городах Ару и Аривара, в начале 2005 года группа насчитывала примерно 4000 бойцов.
Разоружение НВСК началось 6 марта 2005 года с целью интеграции его членов в национальную армию.